# Zbyněk Busta
Zbyněk Busta (* 10. März 1967 in Prag) ist ein ehemaliger tschechischer Fußballspieler und derzeitiger Fußballtrainer.

## Spielerkarriere
Busta spielte für unterklassige Vereine in Mittelböhmen, in seiner Jugend für Sokol Pyšely und Slavoj Čerčany, im Erwachsenenbereich für TJ Měchenice, TJ Hvozdnice sowie Slavoj Davle.

## Trainerkarriere
Busta arbeitete ab 1984 als Trainer im Juniorenbereich von FC Bohemians Prag. Nach der Insolvenz des Klubs und Neugründung des Vereins 2005 als Bohemians 1905 wurde er Cheftrainer. In der Zweitligasaison 2006/07 stand er nach einem schlechten Start zur Debatte, eine Siegesserie brachte aber die Wende und den Aufstieg in die Gambrinus Liga.
Da Busta die für die 1. Liga erforderliche Trainerlizenz fehlte, wurde offiziell einer der beiden Co-Trainer, Václav Hradecký, als Cheftrainer angegeben. Busta erwarb die Profilizenz in der Saison 2007/08.
Sechs Spieltage vor Ende der Saison 2007/08 trat Busta vom Traineramt zurück. Bohemians stand zu diesem Zeitpunkt mit nur 18 Punkten auf dem letzten Tabellenplatz. Zur Saison 2008/09 übernahm Busta den Drittligisten Slovan Varnsdorf.